# Frederik Willem Grosheide
Frederik Willem Grosheide (25 november 1881 - Amsterdam, 5 maart 1972) was een Nederlands theoloog en van 1912 tot 1951 hoogleraar Nieuwtestamentische vakken aan de Vrije Universiteit Amsterdam

## Biografie
Grosheide is geboren in Amsterdam. Zijn ouders waren overtuigde aanhangers van Abraham Kuyper. Grosheide huwde met Alexandrine Ottoline Willemine Daniëlle Schut (1885-1950). Samen kregen ze negen kinderen.
In 1899 schreef hij zich in voor de studie Theologie aan de Vrije Universiteit te Amsterdam. Naast Theologie studeerde hij ook Klassieke Letteren.
In 1907 promoveerde hij en van 1907-1912 was Grosheide predikant van de Gereformeerde kerk te Schipluiden in Zuid-Holland. Daarna werd hij hoogleraar Nieuwe Testament aan de universiteit waar hij zelf gestudeerd had.
Met zijn collega uit Kampen, Saekle Greijdanus, verzorgde Grosheide de redactie van de serie Kommentaar op het Nieuwe Testament, ook bekend als de Van Bottenburgreeks. Grosheide was lid en later voorzitter van het bestuur van het Nederlands Bijbelgenootschap en ook de drijvende kracht achter de Nieuwe Bijbelvertaling van 1951.
In 1953 werd Grosheide emeritaat verleend. Hij was toen 72 jaar oud. Na zijn emeritaat is hij samen met G.P. van Itterzon gaan werken aan de tweede editie van de Christelijke Encyclopedie.
Grosheide stierf in 1972, hij was toen 90 jaar oud.

## Publicaties
| Christelijke encyclopaedie voor het Nederlandsche volk (6 delen) | 1925-1931 |
| De brief aan de Hebreen en de brief van Jakobus                  | 1927      |
| De eerste Brief van den Apostel Paulus aan de kerk te Korinthe   | 1932      |
| Korte christelijke encyclopaedie                                 | 1934      |
| De tweede Brief van den Apostel Paulus aan de kerk te Korinthe   | 1939      |
| De Handelingen der Apostelen (2 delen)                           | 1942      |
| Geschiedenis der kerk                                            | 1942-1949 |
| Het Heilig Evangelie volgens Johannes (2 delen)                  | 1950      |